# Dumitru Mocanu
Dumitru Mocanu (n. 6 iulie 1940) este un fost deputat român în legislatura 1990-1992 ales în județul Botoșani pe listele partidului FSN. În cadrul activității sale parlamentare, Dumitru Mocanu a fost membru în grupurile parlamentare de prietenie cu Regatul Thailanda, Regatul Belgiei, Republica Coreea și Republica Portugheză. În legislatura 1992-1996, Dumitru Mocanu a fost senator ales în județul Botoșani ales pe listele PDSR și a fost membru în comisia pentru politica externă și în comisia pentru muncă, familie și protecție socială. 

## Legaturi externe
- Dumitru Mocanu Arhivat în 20 iunie 2024, la Wayback Machine. la cdep.ro